# Lyneham (Oxfordshire)
Pour les articles homonymes, voir Lyneham.
Lyneham est une paroisse civile et un village de l'Oxfordshire, en Angleterre.